# Warmaster
Warmaster est un jeu de figurines issu de l'univers Warhammer de Games Workshop, avec des figurines de 10 mm au lieu de 28 mm. Le jeu s'avère plus stratégique en comparaison de Warhammer, qui est plus tactique. Les adversaires alignent souvent des armées composées d'une quinzaine ou d'une vingtaine de régiments (unités, effectif non défini allant de la centaine au millier de combattants) pour les parties rapides (1 500 points d'armée), classiques (2 000 points d'armée) ou plus ambitieuses (3 000 points, 5 000 ou parfois plus). Le principe du jeu est basé sur la capacité des généraux à commander leurs troupes.
Chaque unité appartient à un type : infanterie, cavalerie, artillerie, monstre, ce qui lui confère des règles de mouvement particulières. Les armées officielles sont : l'Empire, les hauts elfes, les orques, les nains, le chaos, Kislev, les rois des tombes, les comtes vampires, les skavens, les hommes lézards, les elfes-noirs, les bretonniens, les démons et les arabéens. La plupart des peuples du monde de Warhammer sont ainsi représentés.
Il existe une version historique intitulée Warmaster Ancients qui permet de jouer une quarantaine d'armées différentes, allant de la période biblique aux saxons et normands de la bataille d'Hastings (Warmaster Ancients, Warmaster Ancient Armies), et une version médiévale Warmaster Medieval Armies (qui n'est pas traduite en français). Une autre version a été éditée dans la gamme « Spécialist Games » de Games Workshop (disponible uniquement sur internet, elle contient des jeux thématiques tels qu'une adaptation fantastique du football américain, des jeux de rôles et de batailles spatiales,  toujours dans l'univers propre à Games Workshop) que warmaster sur le thème de la bataille des Cinq Armées, contée dans le roman Bilbo le Hobbit de J. R. R. Tolkien.